# Hamlet (film, 1908)
Pour les articles homonymes, voir Hamlet (homonymie).

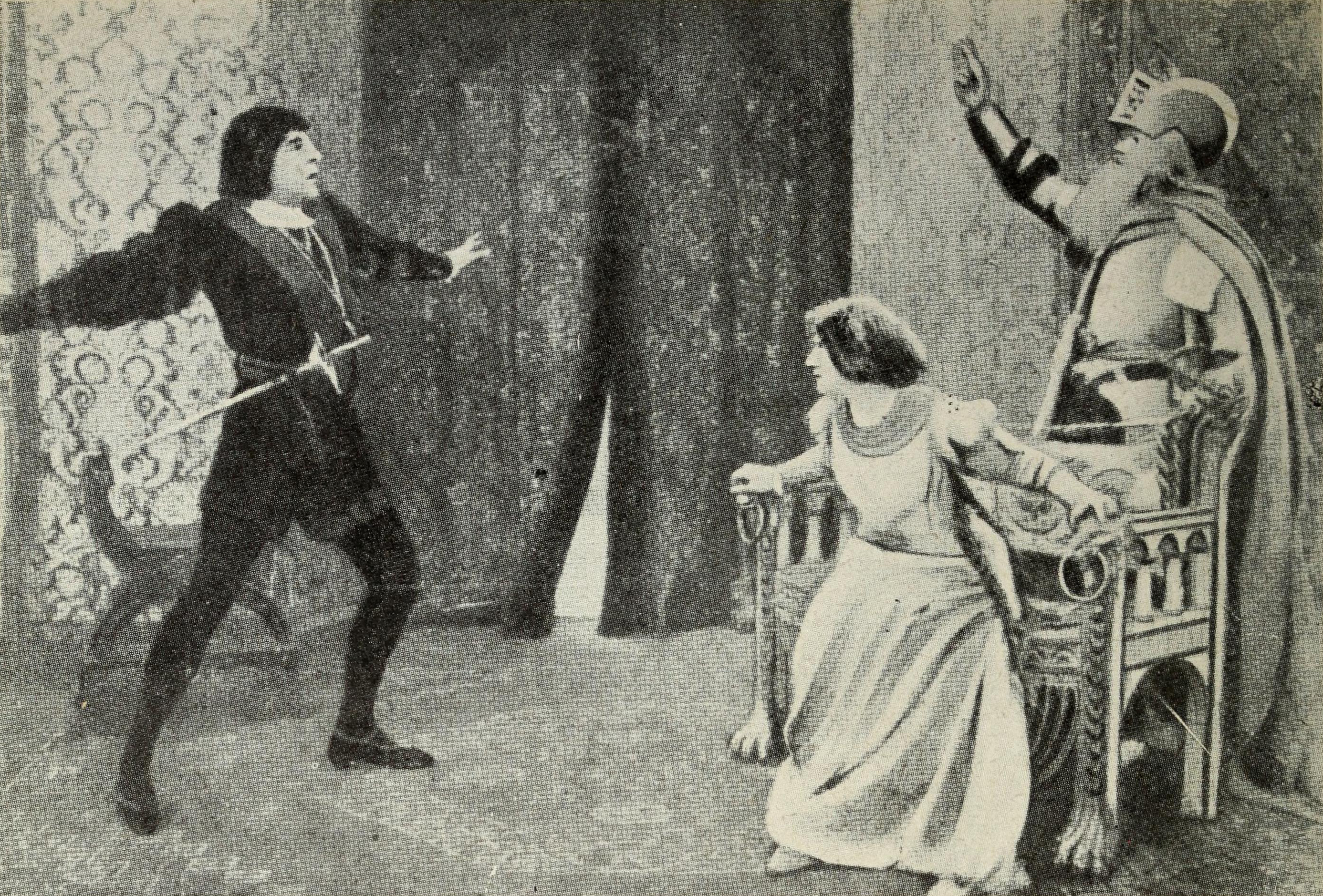
Photogramme. Jacques Grétillat, à gauche, et Gabrielle Colonna-Romano, à droite.

Hamlet est un film muet français réalisé par Henri Desfontaines, sorti en 1908.

## Fiche technique
Source : IMDb
- Réalisation : Henri Desfontaines
- Œuvre originale : Hamlet
- Société de production : Société Générale des Cinématographes Eclipse
- Film muet
- Genre : Drame
- Date de sortie : 1908

## Distribution
Source : IMDb
- Jacques Grétillat : Hamlet
- Gabrielle Colonna-Romano : Gertrude
- Claude Benedict
- Henri Desfontaines